# لقمان حکیم
لُقمان (به انگلیسی: Luqman) غلامی بود که در سرزمین سودان که آن موقع جزو امپراتوری حبشه بود، به دنیا آمد و در زمان داوود پیامبر می‌زیسته‌است. برخی کتب، از جمله گلستان سعدی، او را حکیم دانسته‌اند. گفتنی است که علاوه بر لقمان حکیم، از شخصیت دیگری هم با نام لقمان در منابع یاد کرده‌اند که عمری طولانی داشته‌است و برخی او را همان لقمان حکیم دانسته‌اند، اما یقیناً این دو شخص متمایزاند. همچنین برخی منابع ازوپ را با لقمان حکیم یکی دانسته‌اند. سوره سی‌ویکم قرآن به نام اوست.

## شخصیت
لقمان حکیم از شخصیت‌های معروف اخلاقی و دانا مورد پذیرش مورخان قرار گرفته‌است؛ اگرچه به دلیل شباهت‌های داستانی، با بعضی از شخصیت‌های تاریخی و افسانه‌ای از جمله لقمان بن عاد اساطیری، ازوپ، بلعم باعورا، احقیار و لقمان معمر، یکی پنداشته شده‌است.
اصالت
دربارهٔ اصل و نژاد لقمان اختلاف وجود دارد؛ بعضی او را به قوم عاد نسبت داده و برخی دیگر او را از بنی‌اسرائیل می‌دانند. عده‌ای معتقدند او غلام حبشی یکی از ثروتمندان بنی‌اسرائیل در زمان داوود بود که به دلیل داشتن حکمت و دانایی از طرف ارباب خود آزاد شد.

## در ادب پارسی

### گلستان
- گفته‌ای از لقمان حکیم در روایت مشهوری از گلستان سعدی آمده است:[۳]

لقمان را گفتند: ادب از که آموختی؟ گفت: از بی‌ادبان؛ هر چه از ایشان در نظرم ناپسند آمد، از فعل ِ آن پرهیز کردم.
- همچنین در دیباچه گلستان آورده است:

 لقمان را گفتند: حکمت از که آموختی؟ گفت: از نابینایان که تا جای نبینند، پای ننهند.
- استاد سخن سعدی ضمن آموزش آداب خاموشی، به افسانه‌ی هم‌زمانی وی با داوود پیامبر نیز اشاره می‌کند:

 چو لقمان دید کاندر دست داوود
همی آهن به معجز موم گردد
نپرسیدش چه می‌سازی که دانست
که بی پرسیدنش معلوم گردد

## در اسلام
لقمان حکیم قبل از اسلام نیز در بین اعراب مشهور بود. آنان برخی از سخنان او را به‌صورت مکتوب در اختیار داشتند. گفته‌اند "سوید بن صامت" در مقابل دعوت پیامبر اسلام، با استناد به سخنانی که از لقمان در دست داشت، می‌گفت:
«آنچه نزد من است، همانند آن چیزی است که نزد توست».
در قرآن سوره‌ای به نام لقمان وجود دارد. در این سوره حکمت‌های ده‌گانه‌ای از زبان او به فرزندش نقل شده‌است. شهرت لقمان حکیم در بین مسلمانان به دلیل آمدن نام و وصایایش در قرآن است. وصایای لقمان به فرزندش و شخصیت وی مضمون بسیاری از روایات شیعه و سنی است.

## در احادیث و روایات
در احادیث، تفکر عمیق، ایمان و یقین عالی، سکوت، امانت‌داری، راستگویی و حلّ اختلافات مردم از ویژگی‌های لقمان نام برده شده‌است و تصریح شده که او دارای مقام نبوت نبود؛ اما با داوود نبی در قضاوت همکاری داشت.